# Jamie Kelly
Jamie Kelly (* 10. Juni 1959) ist ein ehemaliger australischer Sprinter.
Beim Leichtathletik-Weltcup wurde er in der 4-mal-100-Meter-Staffel mit der ozeanischen Mannschaft 1979 in Montreal Siebter und 1981 in Rom Achter.

## Persönliche Bestzeiten
- 100 m: 10,68 s, 25. März 1979, Sydney (handgestoppt: 10,4 s, 12. März 1980, Sydney)
- 200 m: 21,35 s, 21. Dezember 1980, Sydney (handgestoppt: 21,0 s, 12. Februar 1980, Sydney)